# 枝松順一
枝松 順一（えだまつ じゅんいち、1973年11月14日 - ）は、朝日放送テレビ（ABC）のアナウンサーで、ABC総合編成局のアナウンス部長。

## 来歴・人物
広島県広島市の出身で、血液型はO型。少年時代には合唱団に所属していたことがある。
広島県立安古市高等学校から明治学院大学法学部へ進学。また、特技はテニスで、学生時代にはアルバイトでインストラクターを務めていた。
大学卒業後の1996年に、アナウンサーとして朝日放送へ入社。入社が内定した時点では、「（ABCテレビ制作・テレビ朝日系列全国ネットの）『熱闘甲子園』で司会をするのが夢」と語っていたという。
朝日放送への入社後は、主にスポーツアナウンサーとして活動。ABCラジオでは、深夜番組の『ABCミュージックパラダイス』や、土曜日午後のスポーツ情報番組（『ABCスポーツJAM』 → 『ABCフレッシュアップJAM』）などでパーソナリティを務めた。
愛称は「まめっち」。この愛称は、たまごっちで好きなキャラクターが「マメっち」であったことに由来するほか、苗字の「枝松」に似た発音の「枝豆」にちなんでいる。『ABCミュージックパラダイス』では、アナウンサーにもかかわらず言葉をよく噛むことから、「噛み様」と呼ばれていた。また、先輩アナウンサーの清水次郎は、枝松の氏名に松本潤の愛称を掛ける格好で「松順」と命名。ABCラジオで複数のレギュラー番組を持つ桑原征平（関西テレビ出身のフリーアナウンサー）も、自身の番組で枝松を紹介する場合に、この呼称を用いていた。
スポーツアナウンサーとしては、2002年には、朝日放送代表でソルトレークシティオリンピックを現地で取材した。2014年には、第96回全国高等学校野球選手権大会開会式（8月11日）のテレビ中継（テレビ朝日系列全国ネット）や、マツダオールスターゲーム2014第2戦（7月19日）のラジオ中継（NRN系列全国ネット）などで実況を担当。同年10月18日には、プロ野球セントラル・リーグクライマックスシリーズ ファイナルステージ第4戦の関西ローカル向けラジオ中継で、実況アナウンサーとして阪神タイガースの日本シリーズ進出決定の瞬間を伝えている。
その一方で、2007年と2008年の1月10日早朝には、西宮神社で開催の「開門神事福男選び」のテレビ中継で実況。朝日放送が現在の本社社屋（ほたるまち）からの放送を開始した2008年6月23日には、社屋移転後初めてのローカルテレビニュース（午前11時台の『ABCニュース』）を担当したほか、同局公式サイト内のアナウンサーページにある「今日の回覧板」で移転後初めてメッセージを発信した。
2014年11月4日付の人事異動でスポーツ局スポーツ部に配属。この異動を機に、アナウンス職を離れて、スポーツ関連の中継・番組の制作業務に就いている。スポーツアナウンサーとして最後に実況を担当したのは、10月25日にABCラジオおよびJRN系列のラジオ局で放送された日本シリーズ第1戦・阪神タイガース対福岡ソフトバンクホークス戦中継（阪神甲子園球場）。11月8日（土曜日）にABCラジオで放送の特別番組『枝松順一のChange2014』を最後に、アナウンサーとしての番組出演を終了した。2016年度からは、『ガチ虎!』（スポーツアナウンサー時代の先輩・小縣裕介がパーソナリティを務める阪神情報番組）などのプロデューサーを務めていた。2020年1月の時点では、朝日放送テレビが制作するスポーツニュースのデスク業務も担当。
2023年6月1日付の人事異動で、アナウンス職へ9年振りに復帰するとともに、総合編成局アナウンス部の部長へ着任。ただし、スポーツアナウンサーとしては活動せず、部内の管理業務に事実上専念している。

## アナウンサー時代の出演番組
- 全国高校野球選手権大会中継
  - テレビ・ラジオとも、実況担当やインタビュアーとして出演。2014年には、開会式のテレビ中継（テレビ朝日系列全国ネット）で実況を担当した。

### テレビ
- スーパーベースボール (テレビ朝日系列)
- サンテレビボックス席（ABC制作分）
- sky・A STADIUM
  - いずれも、阪神戦を中心に、実況やベンチリポーターを担当。
- FOX SPORTS ジャパン 「BASEBALL CENTER」・パ・リーグTV（2013年・2014年）
  - いずれも、オリックス・バファローズ主催試合中継の実況を不定期で担当。
- スカパー!Jリーグ中継・ガンバ大阪主催試合（2010年 - 2014年）
  - スカチャンとJ SPORTS用向けに実況。2012年以降は、スカイ・エー向け中継の実況も担当。
- 野球以外のスポーツ中継（ゴルフなど）
- 開門神事福男選び 中継（2007年・2008年）
  - 『おはようコールABC』（関西ローカル）および『やじうまプラス』（テレビ朝日制作・関西以外の地方の系列局にもネット）内で放送
- ミューパラ特区（2008年4月 - 2009年6月）
- 楽天わしづかみ（スカイ・A）
- J SPORTS STADIUM（J SPORTS、2009年 - 2013年）オリックス戦
  - 2009年7月15日のオリックス・バファローズ対千葉ロッテマリーンズ戦は、アクティブ!ベースボールとして、GAORAからの放送になった[注 1]。
- 全日本大学駅伝対校選手権大会中継（テレビ朝日・メ〜テレ共同制作、全国ネット）
  - チェックポイント（中継所）での実況リポート要員の1人として、2014年に派遣。スポーツ局異動後の2015年からは、スポーツアナウンサーとしての後輩（平岩康佑→ 北條瑛祐）が担当を引き継いでいる。
- ABC NEWS（不定期、プロ野球シーズン中でも担当）

### ラジオ
- ABCフレッシュアップベースボール - 実況・ベンチリポーター
  - 2011年までは 有田修三とのコンビで放送することが多かった[独自研究?]。
  - 2014年には、マツダオールスターゲーム2014第2戦（NRN系列全国ネット）や、日本シリーズ第1戦（JRN系列全国ネット）の実況を担当した。
- 武田和歌子の野球にぴたっと。（2010年からの『ABCフレッシュアップベースボール』前座番組、実況・ベンチリポーター担当日を中心に出演）
- ABCミュージックパラダイス（1997年4月 - 2009年6月）金曜 → 木曜 → 水曜 → 金曜 → 月曜パーソナリティ
- 元気イチバン!!ぶっちぎりプレイボール（2008年度） - リポーター
- ABCフレッシュアップJAM（2007年4月 - 9月・2008年4月 - 6月） - 土曜パーソナリティ
- ABCスポーツJAM（2006年4月 - 9月）
- ベストカセットリクエスト（2008年7月6日 - 2008年9月28日）
- スポーツにぴたっと。（不定期）
  - 2010年度 - 2012年度のナイターオフ番組で、『武田和歌子のぴたっと。』第2部に組み込まれた2013年度以降の放送にも2014年10月まで出演。スポーツ局への異動後も、枝松の名前や「野球関連番組のプロデューサー」としての話題が放送に出ることがあった。
- ABCニュース（不定期、プロ野球シーズン中でも担当）
  - 『ABC朝日ニュース』時代に一時、「ニュースデスク」として出演。
- 枝松順一のChange2014（2014年11月8日、18:00 - 18:30） - スポーツ部への異動前最後の出演番組。

### スポーツ部へ在籍中の出演番組
いずれも、朝日放送ラジオ（旧朝日放送のラジオ放送業務を2018年4月1日に引き継いだ会社）で放送。
- 桑原征平粋も甘いも 水曜日「粋甘流☆美女と野獣」（2017年5月） - 同月のお題「粋甘流 報・連・相」にて、前フリである「報告」の声を担当[注 2]。
- 伊藤史隆のラジオノオト 木曜日（2020年1月23日）
  - 放送の翌日（24日）に第92回選抜高等学校野球大会の出場校[注 3]が発表されることを背景に、「朝日放送テレビスポーツ局のプロデューサー兼デスク」という立場で、19時台前半の「ようこそ、ラジオノオトへ。」に出演。スポーツアナウンサー時代の先輩であった伊藤史隆（放送時点でも現役のアナウンサー）や、「学生時代に『ABCミュージックパラダイス』のリスナーとして"まめっち”の声をよく聴いていた」という小林祐梨子（木曜パートナー）を相手に、大会の展望や変更点などを紹介した。